# Gobekly-depe
Gobekly-depe ist ein Ruinenhügel im heutigen Turkmenistan. Die Ruinen liegen etwas nördlich von Merw. Bei Ausgrabungen konnten zwei Festungsanlagen untersucht werden, die hier nacheinander standen. Sie datieren in parthische und sassanidische Zeit. Jedoch stand hier schon in der frühen Eisenzeit ein kleines befestigtes Herrenhaus. Im ersten Jahrhundert nach Christus wurde unter den Parthern eine Festung errichtet. Die Anlage war 100 × 100 m groß und bestand aus einer Mauer und einem zentralen 45 × 37,5 m großen Bau im Zentrum der Anlage. Die Außenmauer hatte vier Türme, jeweils an der Ecke der Anlage. Zwei weitere Türme befanden sich zu beiden Seiten des Tores im Süden der Festung. Die Mauer war etwa 7 m breit mit einem inneren Korridor, wobei die Außenmauern etwa 3,5 m breit und die Innenmauer etwa 2,6 m breit war. Der Korridor war einst wahrscheinlich gewölbt. Im Inneren der Anlage stand ein großer Bau mit Magazinen, einem offenen Hof und einem kleineren Bau im Zentrum.
Am Ende der parthischen Zeit wurde die Festung aufgegeben und unter den Sassaniden wieder aufgebaut. Es lassen sich mehrere Bauphasen unterscheiden. Der Bau im Zentrum der Anlage bildete nun ein unregelmäßiges, sechseckige Plattform, von deren Aufbauten nichts erhalten ist. Ein Korridor führte um diesen Bau herum, von dem wiederum einzelne Kammern abgingen. Es ließen sich drei Bauphasen unterscheiden. Die Außenmauern der sassanidischen Festung wurden genau auf denen der parthischen Festung errichtet. Sie hatten keinen inneren, umlaufenden Korridor, dafür jedoch verschiedene einzelne Räume, die von der Innenseite der Anlage betreten werden konnten. Es fanden sich zahlreiche parthische und sassanidische Münzen. Aus parthischer Zeit stammen auch zahlreiche Siegelabdrücke.
Die sassanidische Anlage wurde schon am Ende des vierten Jahrhunderts aufgegeben. Die letzten hier gefundenen Münzen sind Prägungen von Schapur II. (309–379 n. Chr.).